# 3 a.m.
3 a.m. is de tweede single afkomstig van het studio-album Relapse van de rapper Eminem. De single is, net zoals de meeste nummers op Relapse, geproduceerd door Dr. Dre. Het nummer werd op 23 april 2009 via de radio uitgebracht. Vanaf 28 april 2009 was het mogelijk om 3 a.m te downloaden via iTunes. 3 a.m. heeft een donker geluid.
De single, die de situatie weergeeft van een seriemoordenaar om drie uur in de ochtend (de zanger heeft het zelfs over 3 a.m. in the morning) citeerde hier en daar uit The Silence of the Lambs. Het nummer haalde de Nederlandse Top 40 niet.